# 毛籠勝弘
毛籠勝弘（（日語）もろ まさひろ，1960年11月8日—）乃日本馬自達汽車公司的第17任社長兼CEO。

## 生平略歷
1960年11月8日出生於京都府京都市，父親為馬自達汽車地方經銷商之幹部，1983年自京都產業大學法學部畢業，同年進入東洋工業（今馬自達汽車）就職。2002年升任全球行銷部部長，2004年升任馬自達汽車歐洲分公司副社長。2016年升任馬自達汽車北美分公司CEO，透過重整銷售網路和抑制削價競爭等措施，使得美國成為該公司獲益最高的市場。由於毛籠在北美洲市場的表現突出，2023年6月升任為第17任社長兼CEO。

## 外部連結
- （日語）人生は挑戦の連続。マツダ株式会社の新社長・毛籠 勝弘さんにインタビュー （页面存档备份，存于）